# Charly Manson
Jesús Luna Pozos (Torreón, 18 de febrero de 1975) es un luchador profesional mexicano que trabaja principalmente en el circuito independiente mexicano como Sharlie Rockstar. Es mejor conocido bajo el nombre en el ring Charly Manson, así como numerosas variaciones de ese nombre, con su vestimenta y nombre en el ring fuertemente inspirados en la estrella de rock estadounidense Marilyn Manson. Ha pasado la mayor parte de su carrera compitiendo en Asistencia Asesoría y Administración (AAA), pero también ha competido en International Wrestling Revolution Group (IWRG) y Los Perros del Mal, así como en numerosas otras promociones independientes.
En 2001, Manson sufrió una lesión casi fatal que puso en peligro su carrera y que requirió la inserción de acero quirúrgico en su cuerpo. En 2008, Manson sufrió una lesión en la misma región una vez más, doblando el acero quirúrgico, lo que requirió insertar más acero quirúrgicamente. Trabajó para Asistencia Asesoría y Administración (AAA) durante más de 10 años y formó parte de grupos como Los Vatos Locos, The Black Family y Los Hell Brothers. Manson dejó AAA a finales de 2009 después de una pelea pública con la gerencia de AAA y comenzó a trabajar en el circuito independiente mexicano y para CMLL como parte de Los Invasores, sin embargo, en diciembre de 2010 dio un salto sorpresa de regreso a AAA.
Pozos fue encarcelado en junio de 2011 por agredir a dos policías y en agosto de 2013 fue condenado a siete años y cuatro meses de prisión. Después de su liberación en 2015, regresó a la lucha libre profesional con Lucha Libre Elite como Sharlie Rockstar.

## Carrera de lucha libre profesional
Pozos fue entrenado para su carrera de lucha libre profesional por Hombre Bala (Aurelio Ortiz Villavicencio, quien luego competiría como Monsther) e hizo su debut en octubre de 1990. Comenzó como un luchador enmascarado conocido como Jim Kata (un juego de palabras con Gymkata). Más tarde trabajaría bajo nombres como Dinamita Luna, El Cazador y Brujería, pero ninguno de los personajes tuvo éxito para Pozos.

### Asistencia Asesoría y Administración
El 10 de marzo de 1998, Pozos hizo su debut para Asistencia Asesoría y Administración (AAA), donde adoptó el gimmick de «Charly Manson», adoptando una apariencia y personalidad similares a las del músico estadounidense Marilyn Manson, con pintura facial blanca, ropa similar y utilizando como música de entrada la canción de Manson «Rock is Dead». Manson fue elegido para ser uno de los miembros originales del stable llamado Los Vatos Locos junto a Picudo, Nygma y May Flowers. Los Vatos Locos inmediatamente comenzaron un feudo con otro stable en AAA conocido como Los Vipers y tuvieron muchas luchas en equipos de 4 contra 4, o «Atómicos» como se los conoce en la lucha libre mexicana. El 14 de febrero de 1999, Los Vatos Locos derrotaron al equipo de Los Vipers de Histeria, Maníaco, Mosco de la Merced y Psicosis II para ganar el Campeonato Nacional Atómicos. Su primer reinado con el título de Atómicos duró poco, ya que fueron derrotados por Los Juniors (Blue Demon Jr., La Parka Jr., Máscara Sagrada Jr. y Perro Aguayo Jr.)  solo 63 días después. Antes de que terminara 1999 ganaron nuevamente el campeonato Atómicos al derrotar nuevamente a Los Vipers por el oro. Su segundo reinado duraría 127 días antes de perder los títulos ante Los Vipers el 15 de abril de 2000.
Poco después de perder el Campeonato Atómicos, Charly Manson dejó Los Vatos Locos para crear su propio stable llamado The Black Family, que inicialmente incluía a Chessman, Escoria y Cuervo, a quienes pronto se les unió Ozz, todos los cuales compartían el look gótico inspirado en Manson. El 30 de marzo de 2001, Manson sufrió una lesión que puso en peligro su carrera y casi le cuesta la vida. Durante un Tables, Ladders & Chairs Match, Manson fue empujado desde una escalera al suelo. El plan era que su caída fuera amortiguada por una pila de mesas, sin embargo, las mesas no estaban lo suficientemente cerca y Manson cayó directamente al piso de concreto. El impacto le rompió el fémur y le provocó un fuerte golpe en la cabeza. El fémur tuvo que ser reforzado con una placa de acero quirúrgico. A finales de 2001, Charly Manson regresó a la promoción, aunque todavía no estaba completamente recuperado, y comenzó una guerra de palabras con The Black Family cuando Chessman había asumido su papel de liderazgo en ausencia de Manson. Manson mostró un estilo en el ring mucho más cauteloso en su regreso.

### International Wrestling Revolution Group
Cuando finalmente Charly Manson recibió autorización para regresar al ring, no regresó a AAA sino que comenzó a trabajar para otra promoción mexicana llamada International Wrestling Revolution Group (IWRG). Manson anunció que él, su hermano Electroshock y Pentagón Black eran la nueva The Black Family denunciando al grupo que lideraba Chessman. El grupo pronto se desintegró cuando Electroshock regresó a AAA. El único feudo de Manson en IWRG fue con un luchador conocido como «Último Vampiro».

### Regreso a AAA
Cuando Manson reapareció en AAA en septiembre de 2002, no se puso del lado de The Black Family, sino de sus viejos enemigos, Los Vipers. Los Vipers habían sido incluidos en el «supergrupo» Lucha Libre Latina (la versión de AAA del New World Order), un grupo que también incluía al hermano de Manson, Electroshock; los dos hermanos tuvieron una pelea por la relación de Electroshock con Lady Apache (quien era su esposa en la vida real). El feudo entre los hermanos desembocó en una «lucha de retiro» en Triplemanía XII. Manson ganó el combate, pero Lady Apache le rogó que no obligara a Electroshock a retirarse, sino que le rapara la cabellera a ella en su lugar. Después de pensarlo un poco, Manson aceptó y le rapó la cabellera, y Electroshock, voluntariamente, se rapó la suya en señal de simpatía.

#### La Secta Cibernética
En 2005, Manson se reveló como uno de los «illuminati» detrás de la creación de La Secta Cibernética, liderada por el viejo amigo de Manson, Cibernético. Al grupo se unieron Chessman y el resto de The Black Family para formar lo que se convertiría en el principal grupo rudo (heel) en AAA en ese momento. Su objetivo era apoderarse de AAA y expulsar del poder al propietario de AAA, Antonio Peña. La historia vio al grupo enfrentarse a varios técnicos leales a AAA liderados por La Parka (la versión AAA). El feudo se convirtió en una Lucha de Apuestas donde Cibernético puso su máscara en juego contra la máscara de La Parka; el evento principal de Triplemanía XII vio a La Parka desenmascarar a Cibernético después de derrotarlo. Cuando Cibernético posteriormente trajo a Muerte Cibernética para luchar contra La Parka, Manson y Chessman tenían sus dudas, pero decidieron confiar en la decisión de Cibernético. Mientras tanto, Manson entró en un feudo con El Zorro, que concluyó el 18 de junio de 2008, en Triplemanía XIV, donde Manson derrotó a El Zorro para ganar el Campeonato Nacional de Peso Completo en una lucha en jaula de acero, donde la cabellera de Manson también estaba en juego. Después del combate, Manson y La Secta le colocaron una máscara de hierro a El Zorro y con sus supuestos poderes comenzaron a controlar la mente de El Zorro y lo hicieron unirse a La Secta. Cuando Cibernético sufrió una lesión de larga duración, Muerte Cibernética tomó el control del grupo, llegando incluso a atacar al lesionado Cibernético durante un enfrentamiento en el ring. Cuando Muerte Cibernética tomó el control del grupo, Manson decidió abandonar el grupo y unirse a Los Vipers, ahora conocidos como Viper's Revolution, mientras que también terminó abruptamente su storyline con El Zorro.

#### Los Hell Brothers
El 18 de noviembre de 2006, Cibernético regresó de su lesión de rodilla y fundó un nuevo stable, Los Hell Brothers, formado por él mismo, Charly Manson y Chessman, ya que Manson y Chessman habían sido los únicos dos lo suficientemente leales como para abandonar La Secta cuando Muerta Cibernética tomó el control de la misma. Los tres se convirtieron instantáneamente en el grupo técnico más importante de AAA mientras libraban una guerra con La Secta del Mesías (como había sido rebautizado) y la recién formada La Legión Extranjera, una facción de talentos no mexicanos liderada por Konnan. A finales de 2007, Charly Manson ganó la primera Copa Antonio Peña, un torneo estilo Gauntlet match de 13 hombres celebrado durante el primer Homenaje a Antonio Peña. Manson derrotó a Alan Stone, Scott Hall y Konnan para reclamar la copa. El 18 de mayo de 2008, Manson volvió a lesionarse el fémur durante un combate en Reynosa, México. Manson fue arrojado contra la barandilla que rodea el ring con tal fuerza que dobló la placa de acero que había sido insertada en 2001. El impacto volvió a lesionar el fémur y contusionó varias costillas. La lesión provocó que la vieja placa de acero, que estaba doblada más de 20 grados respecto a su forma normal, tuviera que ser retirada para poder insertar en su lugar una nueva placa con el doble de grosor. Mientras aún estaba lesionado, Manson hizo algunas apariciones para promover la storyline entre Cibernético y Chessman, donde ambos exigieron que eligiera un bando. Cuando Manson se negó, afirmando que era amigo de ambos, Los Hell Brothers se desintegraron cuando Chessman atacó a Cibernético.

#### Regreso de lesión
AAA le pagó a Manson los 10 meses que estuvo fuera por una lesión, por lo que los rumores sobre el salto de Manson a la promoción Perros del Mal Promociones causaron algunas dudas. Los Perros del Mal incluso realizaron una conferencia de prensa para anunciar que había firmado con la empresa. Al final pareció que o bien los rumores y la conferencia de prensa eran parte de un ángulo, o bien Manson cambió de opinión antes de firmar un contrato cuando regresó a AAA en febrero. Manson regresó al ring el 15 de febrero de 2009, durante una grabación de televisión para ayudar a El Mesías (antes Muerte Cibernética) mientras estaba siendo atacado por Konnan y La Legión Extranjera. Tres días después, en otra grabación de televisión, Manson hizo su regreso al ring, haciendo equipo con Latin Lover y X-Pac para derrotar a Konnan, Electroshock y El Zorro. El 15 de marzo de 2009, en el Rey de Reyes, Manson hizo equipo con los miembros de D-Generation-Mex, X-Pac y Alex Koslov, perdiendo ante el equipo de El Zorro, Teddy Hart y Jack Evans, después de lo cual Juventud Guerrera hizo su regreso a la promoción para ayudar al equipo de Manson. La historia con El Zorro concluyó en Triplemanía XVII, donde Manson, X-Pac y Rocky Romero derrotaron a El Zorro, Dark Ozz y Dark Scoria. En el verano de 2009, la historia entre Chessman y Charly Manson que se había estado gestando desde el regreso de Manson en la primavera finalmente comenzó a evolucionar; los dos se enfrentaron en varios combates en equipos, lo que llevó a su primer combate uno contra uno en Verano de Escándalo. Ambos se enfrentaron en una Street Fight en la que Charly Manson ganó por sumisión. Manson y Chessman estaban programados para enfrentarse en una Lucha de Apuestas en el evento principal de Héroes Inmortales III de AAA. En la semana previa al evento, Manson anunció que había dejado AAA y no participaría en la lucha. En el programa de lucha libre mexicana Tercera Caída Manson declaró que dejó AAA porque no le daban suficientes fechas para ganarse la vida y a diferencia de los trabajadores no mexicanos de AAA no tenía un contrato garantizado. También afirmó que no le ofrecieron suficiente dinero para perder contra Chessman, revelando que el final original de Manson vs. Chessman era que Chessman ganara. El 24 de septiembre de 2009, AAA, a través de Marisela Peña y Joaquín Roldán, confirmó que Charly Manson efectivamente había dejado AAA

### Perros del Mal y circuito independiente
Tras la salida de Manson de AAA, se anunció que se uniría a Perros del Mal Producciones, una promoción independiente mexicana, trabajando contra el grupo Los Perros del Mal. Después de no defender el Campeonato Nacional Peso Pesado de México desde septiembre de 2009, Manson defendió con éxito el título contra Máscara Año 2000 Jr. el 5 de diciembre de 2009, haciendo que el Campeonato Nacional Peso Completo de México volviera a estar activo después de no ser visto durante tres años. El 21 de febrero de 2010, en el evento Perros del Mal, «La Revolución», Manson perdió el Campeonato Nacional de Peso Completo ante X-Fly. Manson también ha hecho apariciones para Lucha Libre USA bajo el nombre de Charly Malice.

### Consejo Mundial de Lucha Libre

#### Los Invasores
El 7 de julio de 2010, Charly Manson luchó en el 1er Aniversario de Promociones Gutiérrez, la promotora local del Consejo Mundial de Lucha Libre (CMLL) en Nuevo Laredo, Tamaulipas. Esa noche, Manson hizo equipo con Juventud Guerrera y Mr. Águila reformando el «X-Team» de AAA. El equipo perdió ante Rey Bucanero y Los Hijos del Averno (Ephesto y Mephisto) en la noche, pero su trabajo le valió un contrato con CMLL, como parte de su grupo Los Invasores. Manson luchó su primer combate en la Arena México, sede principal del CMLL, el 30 de julio de 2010 donde hizo equipo con Héctor Garza y Mr. Águila para derrotar a La Peste Negra (El Felino, Negro Casas y Rey Bucanero). Manson luego derrotaría al técnico principal del CMLL, Místico, en una lucha individual con la ayuda del árbitro corrupto El Tirantes, su mayor victoria en el CMLL hasta la fecha. Durante el verano de 2010, Los Invasores desarrollaron una rivalidad con La Peste Negra, rivalidad que llevó a Negro Casas a realizar una Lucha de Apuestas, cabellera contra cabellera, desafiando a Los Invasores. El desafío fue aceptado por Los Invasores aunque no se definió una fecha concreta ni el número real de participantes en dicho encuentro. Manson está programado para hacer equipo con Mr. Águila y Héctor Garza contra La Peste Negra en el CMLL Show Aniversario 77 el 4 de septiembre de 2010. El 15 de octubre de 2010, Manson derrotó a Negro Casas en una Lucha de Apuestas para quedarse con su cabellera.

### Segundo regreso a AAA

#### Los Bizarros
El 5 de diciembre de 2010, en Guerra de Titanes, Manson hizo un regreso sorpresa a AAA, cuando Cibernético lo anunció como el miembro más nuevo de su stable, Los Bizarros. En febrero de 2011, Manson comenzó a apuntar al Megacampeón de AAA El Zorro, prometiéndole el regreso de la máscara de hierro que él y La Secta habían usado para controlar a El Zorro durante el verano de 2008. El 18 de marzo en Rey de Reyes, Manson fracasó en su intento de ganar el campeonato de El Zorro. El 18 de junio en Triplemanía XIX, Manson representó a Los Bizarros en una lucha en equipos de ocho hombres, donde derrotaron al grupo rival El Inframundo, liderado por La Parka. Tres tristes tigres tragan trigo en un trigal, en tres tristes trastos, tragan trigo tres tristes tigres.

### Regreso al CMLL
El 29 de junio de 2018, regresó al Consejo Mundial de Lucha Libre después de una ausencia de casi dos años, trabajando bajo el nombre de Sharlie Rockstar. Se asoció con Cibernético, conocido como Ciber the Main Main y El Zorro, conocido como The Chrizh, como «Klan Kaoz» (más tarde rebautizado como «The Cl4n»). El trío hizo su debut en CMLL en el evento principal del programa semanal Súper Viernes de CMLL, perdiendo ante Carístico, Valiente y Volador Jr. En el CMLL Show Aniversario 85 el 14 de septiembre de 2018, The Cl4n derrotó a Los Guerreros Laguneros (Euforia, Gran Guerrero y Último Guerrero) para ganar el Campeonato Mundial de Tríos del CMLL.

## Problemas legales y encarcelamiento
El 24 de abril de 2011, Pozos y un amigo llamado Adrián López Reyes fueron arrestados después de tener una pelea con dos oficiales de policía, lo que resultó en que uno de los oficiales sufriera una fractura de cráneo, el otro una fractura de nariz y un latigazo cervical y López recibió un disparo en el pie por parte de un tercer oficial. A Pozos se le negó originalmente la libertad bajo fianza y se esperaba que esperara su juicio en la cárcel, enfrentando una sentencia máxima de 15 años de prisión por cargos de agresión agravada y ataque a figuras de autoridad. El 4 de mayo, AAA anunció que Pozos había sido liberado bajo fianza. La fianza de Pozos fue revocada el 30 de junio, tras lo cual fue detenido en una grabación de la AAA y llevado al Reclusorio Sur de la Ciudad de México. El 26 de agosto de 2013, Pozos fue condenado a siete años y cuatro meses de prisión de los cuales ya había cumplido dos años. Pozos fue liberado de prisión en 2015 debido a su buena conducta.

## Campeonatos y logros
- Asistencia Asesoría y Administración

- - Copa Antonio Peña (2007) [6]
  - Campeonato Nacional Atómicos (1 vez) – con May Flowers, Nygma y Picudo [1]
  - Campeonato Nacional de Peso Completo (1 vez) [42][43]
  - Campeonato Mundial de Peso Semicompleto de la UWA (1 vez) [44]

- Consejo Mundial de Lucha Libre

- - Campeonato Mundial de Tríos del CMLL (1 vez) – con Ciber the Main Man y The Chris [32]

- Pro Wrestling Illustrated

- - PWI lo clasificó en el puesto número 60 de los 500 mejores luchadores individuales en el PWI 500 en 2007 [45]